# 장석현 (연예인)
장석현(1980년 10월 26일 ~ )은 댄스 팝 음악 그룹 샵에서 래퍼, 댄서로 활동한 경력이 있는 대한민국의 가수 겸 배우이다.

## 학력
- 동아방송예술대학교 방송연예학과 전문학사

## 음반
- 《사랑 100%》 (with 이지혜) (2009년)
- 《眞香 (진한 향기)》 (2009년)
- 《빠나나 프로젝트 Vol. 1》 (2013년)

## 참여 음반
- 《유리의 성 OST》 (2008년)
  - 〈블루〉

## 가수 외 활동

### 영화
- 《메모리 아일랜드》 (2007년)
- 《체육대학》 (2010년) - 차코치 역
- 《신 전래동화》 (2018년) - 박문수 역
- 《피어썸》 (2021년) - 성운 역

### 드라마 & 시트콤
- 2002년 SBS 청춘시트콤 《오렌지》
- 2008년 KBS 월화드라마 《연애결혼》 - 꽃비서1 역
- 2016년 SBS 주말 특별기획 드라마 《끝에서 두번째 사랑》 - 남기철 역

### 뮤지컬
- 《홍가와라》(2009년)

### 예능
- 2015년 MBC 《미스터리 음악쇼 복면가왕》 - 베토벤 바이러스
- 2017년 MBC 《은밀하게 위대하게》